# Dicaeum tristrami
Dicaeum tristrami е вид птица от семейство Dicaeidae, негов най-едър представител с дължина 18 сантиметра и маса 12 грама.

## Разпространение
Видът е разпространен в Соломоновите острови.